# Luci Papiri Masó (pretor)
Luci Papiri Masó (en llatí Lucius Papirius Maso) va ser un magistrat romà del segle ii aC. Formava part de la família Masó, una de les branques patrícies de la gens Papíria.
Va ser pretor urbà l'any 176 aC. Probablement era el mateix Luci Papiri que es diu que va decidir, quan el temps de gestació d'un infant no es coneixia amb certesa, que el nou nat tindria dret a ser reconegut durant els tretze mesos següents a una copulació.